# Alfons Van Brandt
Alfons Van Brandt (24 de setembro de 1927 - 24 de agosto de 2011) foi um futebolista belga que competiu na Copa do Mundo FIFA de 1954.